# Charles L. Campbell
Charles L. Campbell (Detroit, 17 de agosto de 1930 — Los Angeles, 21 de junho de 2013) é um sonoplasta estadunidense. Venceu o Oscar de melhor edição de som em três ocasiões: na edição de 1983 por E.T. the Extra-Terrestrial, na edição de 1986 por Back to the Future e na edição de 1989 por Who Framed Roger Rabbit, ao lado de Ben Burtt, Robert Rutledge e Louis Edemann.